# Sermitsiaq.AG
Sermitsiaq.AG je grónské vydavatelství novin stojící za novinami Atuagagagdliutit, Sermitsiaq a Nuuk Ugeavis.

## Historie
Vydavatelství bylo založeno 14. listopadu 2006 jako nadace, která od té doby vydává dva celostátní grónské deníky Atuagagdliutit/Grønlandsposten (AG) a Sermitsiaq a místní noviny Nuuk Ugeavis. Došlo k tomu v důsledku úsporných opatření v důsledku klesajících příjmů. Atuagagdliutit byl založen v roce 1861 a v roce 1952 se sloučil s deníkem Grønlandsposten založeným v roce 1942. Sermitsiaq byl poprvé vydán v roce 1958. 
Dne 1. ledna 2010 byly sermitsiaq.gl a ag.gl, dvě online vydání novin, sloučeny pod doménu sermitsiaq.ag. Pod touto doménou se objevují převážně zkrácené verze článků ze Sermitsiaq, AG a Nuuk Ugeavis. V tištěné podobě vycházejí oba deníky nadále samostatně. .ag je zároveň internetová národní doména nejvyššího řádu pro stát Antigua a Barbuda.